# Seznam proboštů mikulovské kapituly

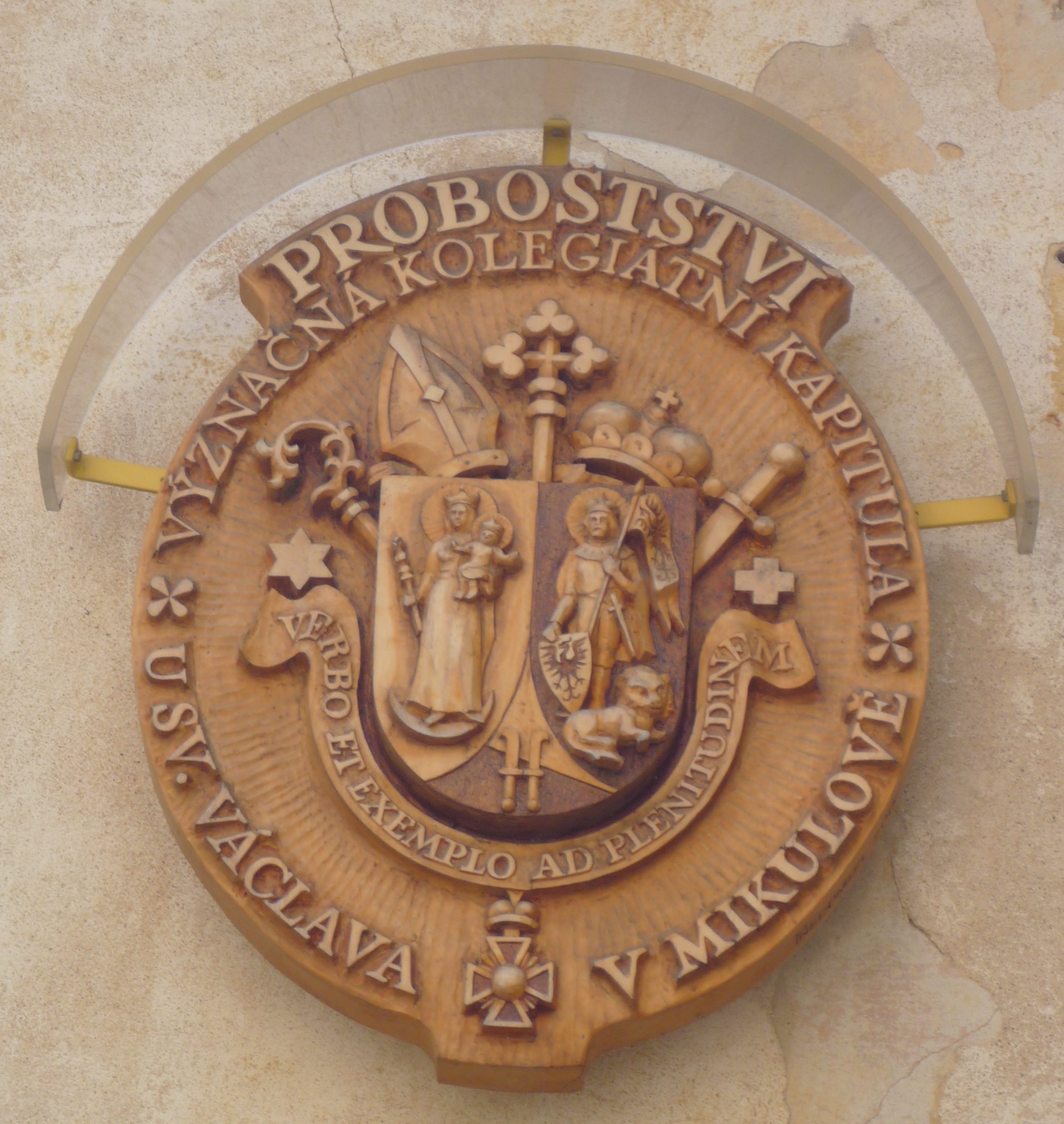
Znak proboštství v Mikulově

Význačnou kolegiátní kapitulu u sv. Václava v Mikulově vedli od jejího založení tito probošti:
- 1624–1647 Jiří Otislav z Kopenic
- 1647–1653 Řehoř Václav Janus
- 1653–1682 Matouš Hertranft
- 1682–1687 Wolfgang Zikmund Fischer
- 1687–1694 Ignác Wohlhaubter
- 1694–1714 Petr Reharmont
- 1714–1727 Jakub František Tilscher
- 1727–1732 Ondřej Josef Krumpholz
- 1732–1746 Jan Jakub Tilscher z Rosenheimu
- 1746–1761 Jan Jakub Cecchotti z Ehrensbergu
- 1761–1773 František Filip Inzaghi
- 1775–1780 Leopold Hay
- 1781–1809 Mikuláš Dufour z Vionny
- 1809–1813 Josef František Truchsess z Waldburgu
- 1816–1843 Řehoř Norbert Korber z Korbornu
- 1843–1849 Vincenc Wientridt
- 1849–1861 Antonín Friedel
- 1861–1886 Augustin Bartenstein
- 1886–1909 Karel Landsteiner
- 1909–1914 Karel Menshengen
- 1914–1933 Emanuel Waldstein-Wartenberg
- 1934–1944 Franz Linke (* 1880 – † 29. prosince 1944, Mikulov), v letech 1938–1944 generální vikář pro odtrženou část brněnské diecéze,[1] po jeho smrti prozatímní správa generálního vikariátu: Johann Zabel (* 1910 – † 1977), k 1. lednu 1946 byl zrušen generální vikariát v Mikulově[2]
- 1948–1971 František Drábek
- 1971–1999 Vladimír Nováček
- 1999–2010 Stanislav Krátký
- 2012 Pavel Pacner